# 김미나
김미나(본명: 김민아, 1991년 11월 24일~)는 대한민국의 레이싱 모델, 숲 BJ이다.

## 경력

### 에이빙모델 경력
- 2013년 - 대구스트리트모터페스티벌 레이싱모델
- 2013년 - 서울모터쇼 르노삼성 레이싱모델
- 2013년 - 서울오토살롱 레이싱모델
- 2014년 - 부산모터쇼 솔라가드 레이싱모델
- 2014년 - 서울오토살롱 레이싱모델
- 2015년 - 서울모터쇼 닛산 레이싱모델
- 2015년 - 서울오토살롱 레이싱모델
- 2016년 - 부산모터쇼 닛산 레이싱모델
- 2016년 - 서울오토살롱 레이싱모델
- 2016년 - 오토모티브위크 정션 프로듀스 코리아 레이싱모델
- 2016년 - 서울 자동차 페스티벌 레이싱모델
- 2017년 - 서울오토살롱 KGC코리아 포즈모델
- 2017년 - 오토모티브위크 아이언 빌드 포즈모델
- 2018년 - 서울오토살롱 nigrin 포즈모델
- 2022년 - 오토살롱위크 리버티워크 포즈모델

## 수상
- 2013년 - 오션월드 비키니코리아 인기상 수상[2]
- 2016년 - 미스비키니 어워드 1위